# Estatísticas da Copa Libertadores da América
As estatísticas gerais da Copa Libertadores da América, torneio continental sul-americano realizado anualmente e organizado pela CONMEBOL.
Os dados abaixo não incluem o Campeonato Sul-Americano de Campeões. A CONMEBOL, nas estatísticas presentes em seu sítio, não unificou o Campeonato Sul-Americano de Campeões de 1948 às estatísticas da Copa Libertadores. Cabe observar, entretanto, que a CONMEBOL cita a competição de 1948, em seu sítio, como a antecedente concreta que se tornou a Copa Libertadores, e como título de campeão sul-americano de clubes ao seu campeão, Vasco da Gama. Ao menos nos anos 1996 e 1997, a CONMEBOL equiparou o dito campeonato à Copa Libertadores, uma vez que, com base neste título, o Comitê Executivo da CONMEBOL, em 29 de abril de 1996, autorizou o Vasco da Gama a participar da edição de 1997 da Supercopa Libertadores, competição aberta apenas aos campeões da Copa Libertadores, e que não era aberta à participação de campeões de outras competições da CONMEBOL, como a Copa CONMEBOL.

## Dados gerais
- Edições realizadas: 65 edições (até 2024).
- Clubes campeões: 27 clubes diferentes já conquistaram o troféu.
- Primeira edição: 1960
- Partida inaugural:  Peñarol 7 x 1  Jorge Wilstermann, Estádio Centenario, Montevidéu, Uruguai em 19 de abril de 1960
- Primeiro gol:  Carlos Borges, aos 13 minutos do primeiro tempo
- Último campeão:  Botafogo na edição de 2024.

### Maiores vencedores
1. Club Atlético Independiente, sete títulos conquistados;[1]
2. Boca Juniors da Argentina, com seis títulos;[1]
3. Peñarol do Uruguai, com cinco títulos;[1]
4. River Plate e Estudiantes, ambos conquistaram quatro títulos cada;[1]
5. Olímpia (Paraguai), Nacional (Uruguai), e os representantes brasileiros São Paulo, Palmeiras, Grêmio, Santos e, Flamengo, conquistaram três títulos cada.[1]

## Equipes com mais participações
* Última atualização: Copa Libertadores da América de 2024.
| Clubes               | País      | Participações |
| -------------------- | --------- | ------------- |
| Nacional             | Uruguai   | 51            |
| Peñarol              | Uruguai   | 49            |
| Olimpia              | Paraguai  | 45            |
| Cerro Porteño        | Paraguai  | 45            |
| River Plate          | Argentina | 40            |
| Sporting Cristal     | Peru      | 39            |
| Bolívar              | Bolívia   | 38            |
| Colo-Colo            | Chile     | 37            |
| Universitario        | Peru      | 34            |
| Boca Juniors         | Argentina | 32            |
| Alianza Lima         | Peru      | 30            |
| Barcelona SC         | Equador   | 30            |
| The Strongest        | Bolívia   | 30            |
| Emelec               | Equador   | 29            |
| Universidad Católica | Chile     | 29            |

## Recordes

### Recordes gerais

#### Clubes
- Clubes que venceram ao menos 1 partida em todos os 11 países que já participaram da Libertadores[2]:  Flamengo,  Grêmio,  Palmeiras,  São Paulo,  Boca Juniors,  River Plate, e  Nacional,
- Clube que mais marcou gols em uma edição:  Cruzeiro, 46 gols marcados, sofrendo 17 e com saldo de 29 gols, na edição de 1976.
- Maior campeão:  Independiente com 7 títulos.
- Maior público em uma única partida: 114.500 pessoas na partida entre  Cruz Azul 3 x 0  River Plate, 30 de maio de 2001, Estádio Azteca, Cidade do México, México[3]
- Maior público como mandante em uma única edição:   Flamengo, em 1981. Segundo uma lista divulgada em 2015 pela Conmebol, o Flamengo registrou um público somado de 516.382 espectadores nos seis jogos que disputou no Maracanã na Copa Libertadores da América de 1981.[4]
- Mais vice-campeonatos:  Boca Juniors - 6 vice-campeonatos.
- Mais finais:  Boca Juniors - 12 vezes.
- Mais participações:  Nacional com 51 participações até a edição de 2024.
- Mais pontos no ranking geral:  River Plate com 633 pontos até a edição de 2024.
- Melhor campanha na fase de grupos:   Palmeiras (2022) - 18 pontos em seis jogos, e 22 gols de saldo.[5]
- Mais gols na fase de grupos:   Palmeiras (2022) - 25 gols.
- Pior campanha na fase de grupos:  Zamora (2015) - 0 pontos, 21 gols sofridos e saldo de -18.
- Campeão com melhor aproveitamento (entrando na competição somente na fase do mata-mata):  Estudiantes (1969) com 100% de aproveitamento - 4 vitórias em 4 jogos (na época, o regulamento da competição determinava que os campeões de um ano estreassem na edição do ano seguinte já na fase semifinal).[6]
- Campeão com melhor aproveitamento (participando da competição desde o seu inicio):  Flamengo, quando venceu a edição de 2022, de forma invicta, com 94,87% de aproveitamento (13 jogos, 12 vitórias e 1 empate).
- Campeão com pior aproveitamento:  LDU Quito, quando venceu a edição de 2008 com 47,61% de aproveitamento (14 jogos, 5 vitórias, 5 empates e 4 derrotas)
- Clube que venceu todos os 6 jogos de mata-mata (Oitavas-de-final, Quartas-de-final e Semifinal) antes da final:  Flamengo (2021 e 2022[7]).
- Mais partidas disputadas:  Nacional, com 427 partidas até a edição de 2024.
- Mais vitórias:  River Plate, com 199 vitórias até a edição da Copa Libertadores 2024.
- Mais vitórias em uma única edição:   Flamengo, em 2022 - 12 vitórias.
- Mais vitórias consecutivas em mais de uma edição:  Palmeiras (2021-2022) com 9 vitórias.
- Mais vitórias consecutivas em uma única edição:  Flamengo (2022) com 9 vitórias.
- Mais vitórias como visitante em uma única edição:  Palmeiras (2020) e  Flamengo (2021, 2022), com 5 vitórias.
- Mais vitórias consecutivas como mandante:   El Nacional (1983-1995) com 19 vitórias consecutivas.[8]
- Maior invencibilidade -  Atlético Mineiro (2019, 2021 e 2022) e  Palmeiras (2021-2022), 18 jogos sem perder [9].
- Maior invencibilidade em casa:   Palmeiras se manteve invicto em 34 jogos com mando em casa com 26 vitórias e 8 empates (1979, 1994, 1995, 1999, 2000, 2001 e 2005). A partida que iniciou essa invencibilidade foi Palmeiras 4x0 Alianza Lima em 1979, sendo encerrada na derrota por 1x0 para o seu rival São Paulo em 2005.
- Maior invencibilidade fora de casa:  Palmeiras se manteve invicto em 20 partidas fora de casa (14 vitórias e 6 empates), sequência que começou no ano de 2019 em Melgar 0x4 Palmeiras e encerrou em 2022 com Athletico-PR 1x0 Palmeiras.[10]
- Mais empates:  Nacional, com 115 empates até 2024.
- Mais derrotas:  Peñarol, com 133 derrotas até 2024.
- Mais gols feitos:  River Plate, marcou 665 gols até a Copa Libertadores 2024.
- Mais gols sofridos:  Peñarol, tomou 467 gols até a Copa Libertadores 2024.
- Mais jogos consecutivos marcando ao menos 1 gol: 31 jogos[11] -  Flamengo. A série iniciou no dia 14/07/2021 contra Defensa y Justicia, com o gol marcado por Michael e terminou na quarta rodada da fase de grupos da Copa Libertadores de 2024,Palestino 1 x 0 Flamengo, no dia 07/05/2024.
- Mais gols contra consecutivos: 3 gols -  Flamengo (2022)[12]
- Partida com mais gols já registrada:  Peñarol 11 x 2  Valencia, em 15 de março de 1970.
- Maior diferença de gols no placar agregado em um confronto válido pela primeira fase:  River Plate 14 x 0  Binacional, em 2020 (jogo de ida 8x0, e jogo de volta 6x0).
- Maior diferença de gols no placar agregado em um confronto válido pelas Oitavas-de-final:  Independiente 9 x 0  Pepeganga Margarita, em 1990 (jogo de ida 6x0, e jogo de volta 3x0).
- Maior diferença de gols no placar agregado em um confronto válido pelas Quartas-de-final:  Flamengo 9 x 2  Olímpia, em 2021 (jogo de ida 4x1, e jogo de volta 5x1)
- Maior diferença de gols no placar agregado em um confronto válido pela Semifinal:  Flamengo 6 x 1  Grêmio, em 2019 (jogo de ida 1x1, e jogo de volta 5x0) e  Flamengo 6 x 1  Vélez Sarsfield, em 2022 (jogo de ida 4x0, e jogo de volta 2x1). 
  - Equipes: Atlético Nacional (COL) × Danubio (URU)  
  - Primeiro jogo (ida): Danubio 0–0 Atlético Nacional  
  - Segundo jogo (volta, em Medellín): Atlético Nacional 6–0 Danubio  
  - Agregado: 6 × 0 a favor do Atlético Nacional, estabelecendo a maior margem de gols já registrada em uma semifinal .
- Maior remontada já registrada em Semifinais de Libertadores: Em 2007, o Boca Juniors perdeu na partida de ida por 3 a 1 para o Cúcuta, na Colômbia. Na partida de volta, o Boca venceu por 3 a 0.
- Maior remontada já registrada em uma Final de Libertadores: 2 vezes: Em 2013, o Atlético Mineiro precisou reverter uma derrota de 2 a 0 sofrida na partida de ida da final contra o Olimpia. Depois de devolver o placar da ida, o Atlético Mineiro venceu a disputa de pênaltis e levantou pela primeira vez a taça do torneio. Em 1989, o Atlético Nacional precisou reverter uma derrota de 2 a 0 sofrida na partida de ida da final contra o Olímpia. Depois de devolver o placar da ida, o Atlético Nacional venceu a disputa de pênaltis e levantou pela primeira vez a taça do torneio.
- Maior goleada já registrada em uma partida válida pela final:  São Paulo 5 x 1  Universidad Católica, em 19 de maio de 1993 e  São Paulo 4 x 0  Athletico Paranaense, em 14 de julho de 2005.
- Clube que mais sofreu expulsões:  América - em 8 partidas recebeu 10 cartões vermelhos.
- Menos Tempo Entre o Rebaixamento no Campeonato Nacional e a Conquista da Libertadores:  Botafogo (2024), 45 meses depois do rebaixamento.
- Maior goleada de um clube visitante:  Universidad de Chile 0 x 6 Millonarios 08 de maio de 1960.1° Rodada Fase de grupos.

##### Clubes que Venceram todos os jogos na Fase de Grupos
| Pos | Ano  | Equipes       | Pts | %   | GM | GS | SG  | Ref.  |
| --- | ---- | ------------- | --- | --- | -- | -- | --- | ----- |
| 1   | 2022 | Palmeiras     | 18  | 100 | 25 | 3  | +22 | [ 5 ] |
| 2   | 2015 | Boca Juniors  | 18  | 100 | 19 | 2  | +17 | [ 5 ] |
| 3   | 2025 | Palmeiras     | 18  | 100 | 17 | 4  | +13 | [ 5 ] |
| 4   | 2001 | Vasco da Gama | 18  | 100 | 16 | 5  | +11 | [ 5 ] |
| 5   | 2007 | Santos        | 18  | 100 | 12 | 1  | +11 | [ 5 ] |

##### Clubes que Perderam todos os jogos na Fase de Grupos
| Pos | Ano  | Equipes             | Pts | % | GM | GS | SG  | Ref.  |
| --- | ---- | ------------------- | --- | - | -- | -- | --- | ----- |
| 1   | 2015 | Zamora              | 0   | 0 | 3  | 21 | –18 | [ 5 ] |
| 2   | 1979 | Jorge Wilstermann   | 0   | 0 | 5  | 21 | –16 | [ 5 ] |
| 3   | 1979 | Alianza Lima        | 0   | 0 | 5  | 20 | –15 | [ 5 ] |
| 4   | 2011 | Guaraní             | 0   | 0 | 2  | 16 | –14 | [ 5 ] |
| 4   | 1970 | Deportivo Galícia   | 0   | 0 | 2  | 16 | –14 | [ 5 ] |
| 6   | 2017 | Zamora              | 0   | 0 | 6  | 20 | -14 | [ 5 ] |
| 7   | 1985 | Sport Boys          | 0   | 0 | 1  | 14 | –13 | [ 5 ] |
| 8   | 1987 | Estudiantes Mérida  | 0   | 0 | 4  | 17 | –13 | [ 5 ] |
| 9   | 2009 | Aurora              | 0   | 0 | 3  | 15 | –12 | [ 5 ] |
| 9   | 2004 | Cobreloa            | 0   | 0 | 3  | 15 | –12 | [ 5 ] |
| 9   | 1976 | Deportivo Galícia   | 0   | 0 | 3  | 15 | –12 | [ 5 ] |
| 12  | 2007 | Alianza Lima        | 0   | 0 | 2  | 13 | –11 | [ 5 ] |
| 13  | 2007 | Deportivo Pasto     | 0   | 0 | 3  | 14 | –11 | [ 5 ] |
| 14  | 1974 | Colo Colo           | 0   | 0 | 3  | 13 | –10 | [ 5 ] |
| 15  | 1980 | Deportivo Táchira   | 0   | 0 | 0  | 9  | –9  | [ 5 ] |
| 16  | 1982 | Deportivo Municipal | 0   | 0 | 3  | 12 | –9  | [ 5 ] |
| 17  | 2002 | Sporting Cristal    | 0   | 0 | 5  | 14 | –9  | [ 5 ] |
| 18  | 1998 | Atlético Zulia      | 0   | 0 | 3  | 11 | –8  | [ 5 ] |
| 19  | 2023 | Metropolitanos      | 0   | 0 | 3  | 11 | –8  |       |

##### Clubes que venceram todos os jogos na Fase de Mata-Mata
| Pos | Ano  | Equipe(s)               | Jogos | Pts | GM | GS | SG | Ref. |
| --- | ---- | ----------------------- | ----- | --- | -- | -- | -- | ---- |
| 1   | 1969 | Estudiantes de La Plata | 4     | 8   | 9  | 2  | 7  |      |
| 1   | 2022 | Flamengo                | 7     | 21  | 19 | 2  | 17 |      |

##### Campeões Invictos
Até 2022, por 8 vezes o clube foi campeão de forma invicta. Como o Estudiantes, da Argentina, conseguiu esta façanha por 2 anos, apenas 7 clubes diferentes (3 argentinos, 3 brasileiros e 1 uruguaio) fazem parte desse seleto grupo. 
Até a edição de 1999, o campeão da edição da Libertadores do ano anterior já entrava na primeira fase mata-mata após a fase de grupos. Por isso, muitas vezes um time chegava à final sem derrotas. Tanto que das seis vezes que um time foi campeão invicto da Libertadores, em quatro esta equipe estava defendendo seu título.
| # | Equipe        | Ano(s) | Campanha(s)                       | Aproveitamento | Ref.  |
| - | ------------- | ------ | --------------------------------- | -------------- | ----- |
| 1 | Peñarol       | 1960   | 7 Jogos - 3 vitórias e 4 empates  | 71,43%         | [ 6 ] |
| 2 | Santos*       | 1963   | 4 jogos - 3 vitórias e 1 empate   | 87,5%          | [ 6 ] |
| 3 | Independiente | 1964   | 8 jogos - 6 vitórias e 2 empates  | 87,5%          | [ 6 ] |
| 4 | Estudiantes*  | 1969   | 4 jogos - 4 vitórias              | 100%           | [ 6 ] |
| 4 | Estudiantes*  | 1970   | 4 jogos - 3 vitórias e 1 empate   | 87,5%          | [ 6 ] |
| 5 | Boca Juniors* | 1978   | 6 jogos - 4 vitórias e 2 empates  | 83,33%         | [ 6 ] |
| 6 | Corinthians   | 2012   | 14 jogos - 8 vitórias e 6 empates | 71,42%         | [ 6 ] |
| 7 | Flamengo      | 2022   | 13 jogos - 12 vitórias e 1 empate | 94,87%         | [ 6 ] |

- Nota: (*) - Clubes que estavam defendendo o título. O Estudiantes foi campeão em 1968, assim, defendeu o título tanto em 1969, quanto em 1970.[13]

##### Maiores públicos como mandante no geral em uma edição
| #  | Equipe                 | Ano  | Público | Ref.  |
| -- | ---------------------- | ---- | ------- | ----- |
| 1  | Flamengo               | 1981 | 516.382 | [ 4 ] |
| 2  | Universidad de Chile   | 1970 | 484.018 | [ 4 ] |
| 3  | River Plate            | 1966 | 483.997 | [ 4 ] |
| 4  | Racing                 | 1967 | 479.327 | [ 4 ] |
| 5  | Peñarol                | 1966 | 470.883 | [ 4 ] |
| 6  | Nacional               | 1967 | 465.562 | [ 4 ] |
| 7  | São Paulo              | 1993 | 427.013 | [ 4 ] |
| 8  | Cruzeiro               | 1997 | 403.502 | [ 4 ] |
| 9  | São Paulo              | 1994 | 402.983 | [ 4 ] |
| 10 | River Plate            | 2024 | 402.527 | [ 4 ] |
| 11 | Flamengo               | 2019 | 397.981 | [ 4 ] |
| 12 | Barcelona de Guayaquil | 1990 | 393.006 | [ 4 ] |
| 13 | Boca Juniors           | 2003 | 392.963 | [ 4 ] |
| 14 | América                | 2002 | 389.908 | [ 4 ] |
| 15 | Cruzeiro               | 1976 | 388.007 | [ 4 ] |
| 16 | Peñarol                | 1970 | 383.972 | [ 4 ] |
| 17 | Colo-Colo              | 1973 | 382.734 | [ 4 ] |
| 18 | Botafogo               | 1973 | 382.728 | [ 4 ] |
| 19 | Nacional               | 1969 | 382.358 | [ 4 ] |
| 20 | Nacional               | 1980 | 381.118 | [ 4 ] |

#### Jogadores
- Jogador com mais partidas disputadas:  Ever Hugo Almeida - por 113 vezes defendeu o Olimpia, entre os anos 1973 e 1990.
- Maior artilheiro da história:  Alberto Spencer - com 54 gols marcados (48 pelo Peñarol e 6 pelo Barcelona do Equador) entre 1960 e 1972.
- Maior artilheiro em uma única edição:  Daniel Onega - com 17 gols marcados em 1966, pelo River Plate da Argentina.
- Jogador mais velho a fazer gol:  Zé Roberto - com 42 anos, fez o terceiro gol da partida pelo Palmeiras na vitória por 3 a 1 sobre o Atlético Tucumán, em 2017.
- Jogador mais novo a fazer gol:  Ângelo Gabriel - com 16 anos, 3 meses e 16 dias, fez o terceiro gol da vitória fora de casa do Santos contra o San Lorenzo no dia 6 de Abril de 2021.
- Jogadores que marcaram gols em todas as fases da Libertadores (Fase de Grupos, Oitavas-de-Final, Quartas-de-Final, Semifinal e Final):  Riquelme[14] (2007) e  Gabigol[14] (2019)
- Jogador com mais títulos:  Francisco Sá - 6 vezes: 4 vezes pelo Independente e duas vezes pelo Boca Juniors.
- Não sul-americanos a vencer o torneio:  Christian Rudzky (pelo Estudiantes de La Plata, em 1969 e 1970)  Dante Mircoli (pelo Independiente, em 1972)  Pablo Marí (pelo Flamengo, em 2019) e  Bastos (pelo Botafogo, em 2024) são os únicos jogadores não sul-americanos a vencerem a Copa Libertadores.

#### Treinadores
- Técnico que mais dirigiu clubes na Libertadores:  José Walter Roque Méndez - 8 em 12 edições - Valencia FC (1972 e 1974), Deportivo Galicia de Caracas (1975 e 1976), Estudiantes de Mérida (1977 e 1978), Atlético San Cristóbal (1983), Oriente Petrolero (1988), CA Progresso (1987 e 1990), San Jose Oruro (1996) e Deportivo Tachira (2001).
- Treinador que chegou a final da Copa Libertadores com mais clubes diferentes:  Roberto Scarone com Peñarol (1960 e 1961), Nacional de Montevidéu (1967) e Universitario do Peru (1972) e  Renato Portaluppi com Fluminense (2008), Grêmio (2017) e Flamengo (2021).
- Treinador que mais chegou a final da Copa Libertadores:  Carlos Bianchi (5 vezes) - Vélez Sársfield (1994) e Boca Juniors (2000, 2001, 2003 e 2004).
- Treinador com mais vitórias:  Renato Portaluppi , até o momento são 51 vitórias na competição.
- Treinador com mais títulos:  Carlos Bianchi, venceu a competição 4 vezes - Vélez Sársfield (1994) e Boca Juniors (2000, 2001 e 2003).
- Venceram a competição por 2 clubes diferentes:  Carlos Bianchi - Vélez Sársfield (1994) e Boca Juniors (2000, 2001, e 2003),  Luiz Felipe Scolari - Grêmio (1995) e Palmeiras (1999),  Paulo Autuori - Cruzeiro (1997) e São Paulo (2005),  Edgardo Bauza - LDU Quito (2008) e San Lorenzo (2014).
- Venceram a competição como jogador e treinador:  Humberto Maschio - como jogador (Racing em 1967) e como treinador (Independiente em 1973);  Roberto Ferreiro - como jogador (Independiente, 1964 e 1965) e como treinador (Independiente em 1974);        Luis Cubilla - como jogador (Peñarol, 1960 e 1961 e Nacional em 1971) e como treinador (Olimpia, 1979 e 1990);   Juan Mujica - como jogador (Nacional em 1971) e como treinador (Nacional em 1980);  José Omar Pastoriza - como jogador (Independiente em 1972) e como treinador (Independiente em 1984);   Nery Pumpido - como jogador (River Plate em 1986) e como treinador (Olimpia em 2002);  Marcelo Gallardo - como jogador (River Plate em 1996) e como treinador (River Plate em 2015 e 2018);   Renato Portaluppi - como jogador (Grêmio em 1983) e como treinador (Grêmio em 2017).
- Não sul-americanos a vencer o torneio:  Mirko Jozić (pelo Colo-Colo, em 1991),  Jorge Jesus (pelo Flamengo, em 2019),  Abel Ferreira (pelo Palmeiras, em 2020 e 2021) e  Artur Jorge (pelo Botafogo, em 2024) são os únicos treinadores não sul-americanos a vencerem a Copa Libertadores.

#### Arbitragem
- Mais finais arbitradas:  Edson Pérez, foi o que mais apitou na última partida de uma final (entre 1960 e 2022) - 4 vezes (1975, 1978, 1980 e 1983).

#### Países
- Países com mais participações: Só 4 países estiveram representados nas 60 edições da Libertadores, de 1960 a 2022 -  Argentina,  Chile,  Paraguai e  Uruguai. O resto, por diferentes circunstâncias, faltou em uma ou mais.
- País que mais teve clubes participantes:  Brasil, até a edição de 2022, 31 equipes diferentes já disputaram a Libertadores.
- País com mais títulos:  Argentina, com 25 títulos
- País com maior diversidade de campeões:  Brasil, 12 times diferentes já venceram a competição (Atlético-MG, Botafogo, Corinthians, Cruzeiro, Flamengo, Fluminense, Grêmio, Internacional, Palmeiras, Santos, São Paulo e Vasco da Gama).
- Recorde de títulos em sequência:  Brasil - Clubes brasileiros foram campeões em 2019, 2020, 2021, 2022, 2023 e 2024, 6 vezes seguidas.
- Recorde de clubes nas oitavas de final da Libertadores:  Brasil - 6 equipes em 2017, 2019, 2020, 2021 e 2022;  Argentina - 6 equipes em 2021 e 2022.
- Recorde de clubes nas quartas de final da Libertadores:  Brasil - 5 equipes em 2021 e 2022;[15]
- Recorde de clubes na semifinal da Libertadores:  Brasil - 3 equipes em 2021 e 2022;[16]
- Países que nunca tiveram um campeão:  Bolívia,  México,  Peru e  Venezuela.

#### Cidades
- Cidade que mais teve times campeões:  Buenos Aires,  Argentina - 13 títulos com 5 times diferentes.
- Cidade com mais participantes:  Montevidéu,  Uruguai - 11 times diferentes desta cidade já participaram da competição (Peñarol, Nacional, Defensor Sporting, Danubio, Wanderers, Cerro, Fénix, Bella Vista, Progreso, Racing e Liverpool).
- Cidade que mais sediou cerimônias de premiação:  São Paulo,  Brasil e  Buenos Aires,  Argentina - por 10 vezes a capital paulista e a capital argentina foram palco da grande decisão da Libertadores.